# Tropidion obesum
Tropidion obesum är en skalbaggsart som beskrevs av Martins 1968. Tropidion obesum ingår i släktet Tropidion och familjen långhorningar. Inga underarter finns listade i Catalogue of Life.